# Droite en Belgique
En politique belge, la droite constitue l'ensemble des partis et familles politiques belges, de droite, d'extrême droite ou de centre droit, selon le spectre politique droite-gauche habituellement utilisé en Belgique.

## Histoire

### Période unioniste

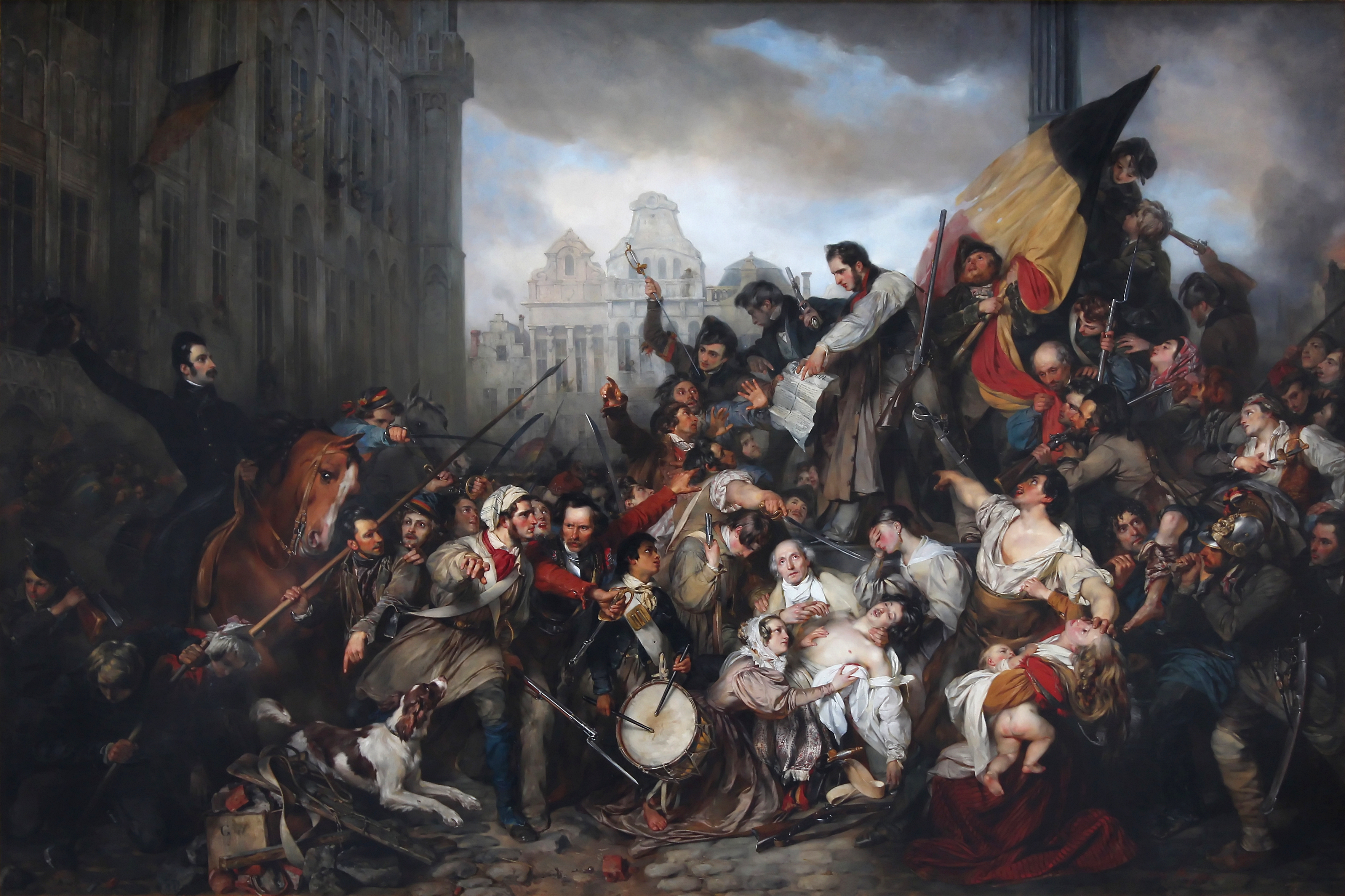
Épisode des Journées de Septembre 1830 sur la place de l'Hôtel de ville de Bruxelles, par Gustave Wappers

Dès l’indépendance de la Belgique et  l’établissement du Congrès, puis du Parlement, les députés catholiques se mettent à siéger à la droite du président, tandis que les libéraux se placent à gauche, donnant ainsi leur signification à ces deux termes.

### 1830-1945

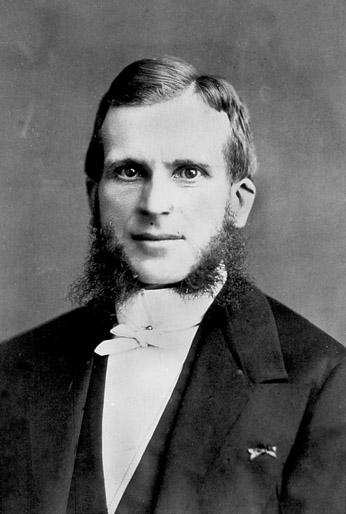
Charles Woeste, chef de la Vieille droite.

Les conservateurs sont traversés à partir de la fin du XIXe siècle par deux courants internes : la Vieille droite, dont le chef est Charles Woeste, et la Jeune droite, aux idées sociales plus avancées.
La droite obtient la Majorité des sièges dans les deux chambres à l’issue des élections législatives de 1884, et la conserve jusqu’en 1914.
En 1936, sous l’égide d’Hubert Pierlot, est créé le premier parti catholique structuré, le Bloc catholique.

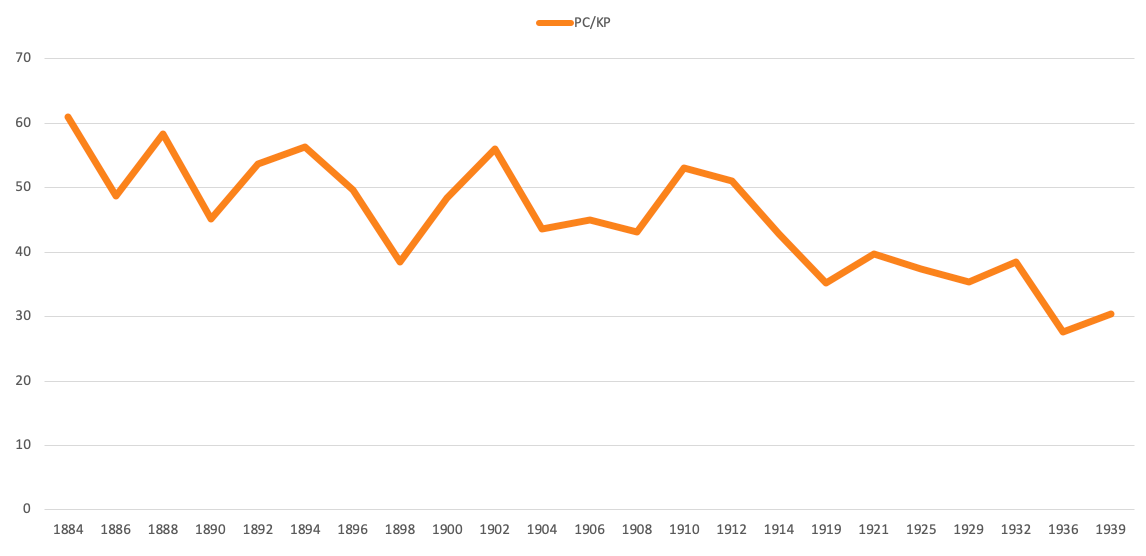
Évolution des résultats du Parti Catholique aux élections législatives, de 1884 à 1939.

### Après-guerre
Les catholiques créent un nouveau parti, le Parti social-chrétien, dont l’aile francophone est dominée par les conservateurs.
Les libéraux entament en 1961 un processus de refondation, qui aboutit à l’abandon de l’anticléricalisme et à l’ouverture progressive à des personnalités de droite.

## Partis politiques

### Partis politiques actuels

#### EnBelgique francophone
| Parti | Parti                 | Représentation à la Chambre | Président             | Positionnement                     |
| ----- | --------------------- | --------------------------- | --------------------- | ---------------------------------- |
|       | Les Engagés           | 5 / 150                     | Maxime Prévot         | Centre-droit Démocratie chrétienne |
|       | Mouvement réformateur | 14 / 150                    | Georges-Louis Bouchez | Centre-droit Libéralisme           |

#### EnBelgique germanophone
| Parti | Parti                     | Représentation au Parlement germanophone | Président       | Positionnement                     |
| ----- | ------------------------- | ---------------------------------------- | --------------- | ---------------------------------- |
|       | Christlich Soziale Partei | 6 / 25                                   | Jérôme Franssen | Centre-droit Démocratie chrétienne |

#### EnBelgique néerlandophone
| Parti | Parti                           | Représentation à la Chambre | Président       | Positionnement                      |
| ----- | ------------------------------- | --------------------------- | --------------- | ----------------------------------- |
|       | Christen-Democratisch en Vlaams | 12 / 150                    | Joachim Coens   | Centre-droit Démocratie chrétienne  |
|       | Nieuw-Vlaamse Alliantie         | 25 / 150                    | Bart De Wever   | Droite Nationalisme flamand         |
|       | Open VLD                        | 12 / 150                    | Egbert Lachaert | Centre-droit Libéralisme            |
|       | Vlaams Belang                   | 18 / 150                    | Tom Van Grieken | Extrême droite Nationalisme flamand |

## Presse de droite
En Belgique francophone, le principal journal de centre-droit est La Libre Belgique, d’inspiration catholique. Son équivalent néerlandophone est De Standaard.